# Бразильсько-ефіопські відносини
Бразильсько-ефіопські відносини — двосторонні дипломатичні відносини між Бразилією та Ефіопією. Держави є членами Групи 77 та Організації Об'єднаних Націй.

## Історія
В 1951 країни встановили дипломатичні відносини. 
У 1960 Бразилія відкрила посольство в Аддіс-Абебі. У грудні 1960 негус Ефіопії Хайле Селассіє відвідав з офіційним візитом Бразилію , де провів переговори з президентом Бразилії Жуселіну Кубічеком і відвідав Національний конгрес. Візит негуса було перервано через чотири дні, тому що йому довелося повернутися до Ефіопії через невдалу спробу державного перевороту. Через кілька років після візиту негуса Бразилія закрила посольство в Аддіс-Абебі.
У 2005 Бразилії було надано статус постійного спостерігача при Африканському союзі, штаб-квартира якого розташована в Ефіопії. У тому ж році Бразилія знову відкрила своє посольство в Аддіс-Абебі.
У 2011 Ефіопія відкрила посольство в Бразиліа. У червні 2012 прем'єр-міністр Ефіопії Мелес Зенауї попрямував до Ріо-де-Жанейро для участі в конференції ООН зі сталого розвитку Ріо+20. 
У травні 2013 президент Бразилії Ділма Русеф попрямувала до Ефіопії, щоб взяти участь у святкуванні 50-річчя Африканського союзу, де вона провела переговори з прем'єр-міністром Ефіопії Хайлемаріамом Десаленем.
Між країнами налагоджено взаємодію на високому рівні, що сприяло активізації двостороннього діалогу та співробітництва у таких галузях, як сільське господарство, відновлювані джерела енергії, наука та техніка, освіта та соціальний розвиток. У квітні 2018 в Аддіс-Абебі відбулася перша зустріч двосторонніх політичних консультацій. У рамках існуючого партнерства між Embrapa та Ефіопським інститутом сільськогосподарських досліджень держави реалізують проекти технічного співробітництва у галузі сталого лісокористування та управління кислими ґрунтами. Країни також беруть участь у проектах співробітництва в галузі базової санітарії та перепису населення  .

## Двосторонні угоди
Між державами підписано кілька угод, таких як: Угода про двостороннє технічне співробітництво (2012); Меморандум про взаєморозуміння щодо створення механізму політичних консультацій (2012); Меморандум про взаєморозуміння щодо сільськогосподарського співробітництва (2013); Угода про науково-технічне та інноваційне співробітництво (2013); Угода про освітню співпрацю (2013); Угода про повітряне сполучення (2013); Угода про уникнення подвійного оподаткування прибутку від міжнародних повітряних та морських перевезень (2015) та Меморандум про взаєморозуміння з метою сприяння торгівлі та інвестиціям (2016).

## Дипломатичні представництва
- Бразилія має посольство в Аддіс-Абебі[5] .
- В 2021 Ефіопія закрила посольство в Бразиліа через фінансову кризу[6] .